# Tatort: Der Weg ins Paradies
Der Weg ins Paradies ist ein Fernsehfilm aus der Krimireihe Tatort. Lars Beckers Film ist der fünfte Fall des Hamburger Ermittlers Cenk Batu. Die Erstausstrahlung des vom Norddeutschen Rundfunk produzierten Beitrags war am 18. Dezember 2011 im Ersten Deutschen Fernsehen.

## Handlung
Eine islamistische Terrorzelle in Hamburg plant einen Anschlag; das BKA will einen Verdeckten Ermittler in die Gruppe einschleusen. Deren Bombenspezialist hat in Marokko Selbstmord begangen, um seiner Verhaftung zu entgehen; Batu soll als Ersatzmann fungieren. Bevor Batu den Auftrag antritt, lernt er in einem Lokal die Boutiquebesitzerin Gloria kennen, mit der er eine Nacht verbringt. Am nächsten Tag erhält Batu seine neue Identität: Seine Legende ist der türkischstämmige Taylan, der die letzten fünf Jahre in einem syrischen Gefängnis verbracht hat und nun wieder nach Deutschland zurückkehrt. Im Gefängnis wurde er streng religiös und sucht nun Anschluss in Deutschland. In einer Moschee arbeitet der vermutliche Kopf der Terrorzelle, der Konvertit Christian Marschall. Über einen Arbeitskollegen und Mitbewohner kann Batu zu diesem Kontakt aufbauen und wird nach einigen Tests seiner Koranfestigkeit und Loyalität Mitglied der nun vierköpfigen Gruppe. Er wird hierfür vom Emir eingeschworen. Marschall hegt jedoch weiter den Verdacht, dass Batu ein Polizeispitzel sein könnte.
Die Anschlagsplanungen schreiten voran. Bei einer Autofahrt mit Marschall erfährt Batu zunächst, dass das Anschlagsziel der Kongress deutscher Afghanistan-Veteranen der Bundeswehr in einem Hamburger Hotel sein soll. Im Anschluss daran konfrontiert Marschall Batu mit dem Anruf Batus bei seiner weiblichen Bekanntschaft Gloria. Ziel der Fahrt ist zunächst das Elternhaus Marschalls, aus dem Marschall und Batu dort gelagerte Chemikalien holen. Auf der Rückfahrt wird Batu zu einem Gasthof gebracht, wo er dem Emir persönlich vorgestellt werden soll. Dieser will überprüfen, ob Batu vertrauenswürdig ist. Obwohl der Emir bei Batu eine Wanze entdeckt, lässt er sich dies nicht anmerken.
Zurück im Unterschlupf der Gruppe soll Batu mit dem Bau der Bomben beginnen. Er behauptet, dafür benötige er Watte, und holt sie aus einer Apotheke. Dabei meldet er das Anschlagsziel seinem Vorgesetzten Uwe Kohnau. Wieder im Unterschlupf zurück, bereitet Batu die für den Anschlag benötigten Bomben in zwei Trolley-Koffern vor. Er tauscht die Chemikalien gegen Wasser aus. Während die Gruppe sich auf den Weg zum vermeintlichen Anschlagsziel macht, setzt sie ein Mitglied, das vorgeblich die Explosion des Hotels filmen soll, an einer Bushaltestelle ab. Der Rest der Gruppe betritt mit den Koffern das Hotel, wo bereits eine SEK-Einheit auf ihre Ankunft wartet. Bevor die drei das gebuchte Zimmer betreten, gibt Batu sich als Polizist zu erkennen und das SEK stürmt den Flur. Die beiden bewaffneten Terroristen leisten Widerstand und werden erschossen.
Batu hat inzwischen erkannt, dass die Gruppe von seiner Infiltration und dem Austausch der Bomben wusste und die echte Bombe sich bei dem vierten Mitglied der Gruppe befinden muss. Dieses fährt derweil noch mit dem Bus durch Hamburg, wird aber von einer Observationseinheit verfolgt. Kohnau und Batu fahren dem Bus hinterher. An einer Haltestelle entert Batu den Bus und evakuiert diesen. Er versucht, den Attentäter von seinem Plan abzubringen, sich mit der Bombe in seinem Rucksack in die Luft zu sprengen, was ihm nicht gelingt. Kurz bevor die Bombe detoniert, schlägt Batu den Attentäter nieder und zieht ihn aus dem Bus. Unmittelbar danach explodiert die Bombe im leeren Bus. Nach dem Einsatz erfährt Kohnau, dass der Emir Mitglied des syrischen Geheimdienstes ist und mit dem BKA zusammenarbeitet. Batu trifft sich privat erneut mit der Boutiquebesitzerin Gloria.

## Hintergrund
Die Dreharbeiten zu Der Weg ins Paradies fanden vom 12. Juli 2011 bis zum 11. August 2011 in Hamburg statt. Die Innen-Szenen, die in Marrakesch spielen, wurden ebenfalls in Hamburg gedreht.
Die Spezialeffekte in Der Weg ins Paradies (Explosion der Handgranate, Schießerei im Hotel, Explosion des Linienbusses) wurden von der Firma Nefzer Babelsberg GmbH produziert.
Die im Film dargestellte Zusammenarbeit zwischen deutschen und syrischen Sicherheitsbehörden stieß in der Politik auf Kritik.

## Rezeption

### Einschaltquoten
Die Erstausstrahlung von Der Weg ins Paradies am 18. Dezember 2011 wurde in Deutschland insgesamt von 6,76 Millionen Zuschauern gesehen und erreichte einen Marktanteil von 18,5 % für Das Erste; in der Gruppe der 14- bis 49-jährigen Zuschauer konnten 2,47 Millionen Zuschauer und ein Marktanteil von 16,1 % erreicht werden.
In Österreich wurden 434.000 Zuschauer und 14 Prozent Marktanteil erzielt.

### Kritik
„‚Der Weg ins Paradies‘ ist ein ungewöhnlicher ‚Tatort‘. Lars Beckers Film lebt anstatt von einem Whodunit vom sich langsam, atmosphärisch aufbauenden Thrill einer Undercover-Aktion mit einem völlig unberechenbaren Gegner. Hochspannend die Schluss-Halbestunde. Das ist typisch Lars Becker: nicht immer logisch, aber hoch effektiv, gut erzählt, stimmungsvoll fotografiert, klar montiert, bestens besetzt, doppelbödig gespielt.“

„‚Der Weg ins Paradies‘ – so der Titel des hervorragend erzählten und spannenden ‚Tatorts‘ – führt für ihn und seine Komplizen nur über die Ermordung der ‚Kafir‘, der Ungläubigen. […] Der Film nimmt sich eines äußerst heiklen Themas an. […] Dem Regisseur und Drehbuchautor Lars Becker gelingt es – ohne die Figuren plakativ zu vereinfachen. […] Lange hat man keinen so guten ‚Tatort‘ mehr gesehen.“

„Was einem nach dem endgültigen Abgang Kurtulus’ 2012 fehlen wird, das wird einem am Sonntag noch mal beim vorletzten Hamburg-‚Tatort‘ bewusst: Wie er hier als Undercover-Ermittler vollkommen in einer islamistischen Zelle aufgeht, entspricht einer weiteren Komplettverwandlung – nicht nur in äußerlicher Hinsicht. […] Wie der türkischstämmige Ermittler Batu im Duell mit dem deutschen Fanatiker immer wieder seine eigene Identität verschleiern, ja verleumden muss, ist große psychologische Krimi-Kunst, die sich nicht dem Zuschauer anzubiedern versucht. Wo man sonst im ‚Tatort‘ angekumpelt wird, da wird man durch den Ermittler Batu und seinen Darsteller Kurtulus herausgefordert. Mehmet Kurtulus und der Hamburger ‚Tatort‘ sind gescheitert? Vielleicht. Aber wie großartig sie dabei doch aussahen!“